# Zbór Kościoła Ewangelicznych Chrześcijan w Wodzisławiu Śląskim
Zbór Kościoła Ewangelicznych Chrześcijan w Wodzisławiu Śląskim – ewangeliczna wspólnota chrześcijańska, mająca siedzibę w Wodzisławiu Śląskim, przy ulicy Bocznej 2a.

## Charakterystyka
Zbór w Wodzisławiu Śląskim jest częścią Kościoła Ewangelicznych Chrześcijan, należącego do rodziny wolnych kościołów protestanckich. 

## Działalność
Nabożeństwa odbywają się w niedziele o godzinie 10.00 oraz w czwartki o godzinie 18.00. Charakteryzują się one prostą formą i składają się z kazań opartych na Biblii oraz wspólnego śpiewu i modlitwy. W czasie niedzielnych nabożeństw odbywają się zajęcia Szkoły Niedzielnej dla dzieci. Zbór prowadzi również działalność społeczną i współpracuje z innymi kościołami i organizacjami o charakterze ewangelicznym.